# فروغ بی‌پایان
فروغ بی‌پایان یک مجموعه تلویزیونی محصول سال ۱۳۷۰ به کارگردانی اسماعیل پوررضا، سعید کلاهی، مختاری می‌باشد که از شبکه دو پخش شد. این مجموعه متناسب با مناسبت‌های مذهبی ساخته شده بود.

## بازیگران
- امیر رضا دلاوری
- پرویز بزرگی
- پریسا گل‌دوست
- رضا منوچهری
- روح‌الله مفیدی
- سیروس کهوری‌نژاد
- شهیار سعیدنیا
- صمد پردیس
- عزیز هنرآموز
- علی جاویدفر
- غلامحسین بهمنیار
- محمد شیری
- مهری آل‌آقا
- اسماعیل بختیاری
- غلامرضا نیکخواه
- ناهید مسلمی
- مجید کریمی
- حسن هنرمند
- سهراب لطیفی
- حسین گنجی
- شیرین گرمارودی
- رضا عیاری
- پرویز عباسپور
- احسان زارع
- حسین کسری
- محمد بختیاری
- معصومه قریب نواز
- شهرام درویش
- رحیم بهبودی فر